# Sven Söderman
Sven Erik Söderman född den 12 juli 1866 i Stockholm, död där den 20 april 1930, var en svensk författare, tidningsman och lärare.

## Biografi
Han var son till kapellmästaren Johan August Söderman och Eva Kristina Bergholm. Söderman blev student vid Uppsala universitet 1885 och filosofie licentiat 1893 samt filosofie doktor 1894. Han medarbetade sedan 1894 i olika tidningar som litteratur- och teaterkritiker och var även verksam som lärare.

### Tolkningar
- Främmande lyrik från skilda länder och tider på svensk vers. Stockholm: Sv. andelsförl. 1925. Libris 1482951

### Utgivare
- Sveriges national-litteratur 1500-1900. 21, Verner von Heidenstam, Oscar Levertin / [utgifvet af] S. Söderman och R. G:son Berg. Stockholm: Bonnier. 1910. Libris 1188343
- Sveriges national-litteratur 1500-1920. 22, Verner von Heidenstam, Oscar Levertin / [utgifvet af] S. Söderman och R. G:son Berg. Stockholm: Bonnier. 1922. Libris 8081614